# Ochotnicza Straż Pożarna w Polanicy-Zdroju
Ochotnicza Straż Pożarna w Polanicy-Zdroju – jednostka OSP w Polanicy-Zdroju.

## Historia
OSP została założona w 1945 z inicjatywy Jana Okulińskiego i Bronisława Woszczyny. Najstarsze dokumenty źródłowe OSP za oficjalną datę rozpoczęcia działalności przez OSP uznają 21 listopada 1945. Pierwszym prezesem OSP wybrany został ówczesny wiceburmistrz Puszczykowa (pierwsza powojenna nazwa Polanicy), Mieczysław Pokorski, a naczelnikiem Bronisław Woszczyna. Inna autorka podaje, że OSP założył Jan Wroński, po którym komendantem był Tamara, a Woszczyna został komendantem w 1947. OSP miała wtedy trzy sekcje: męską, młodzieżową i dziewczęcą. Założenie OSP w Puszczykowie przez polskich pionierów przybyłych z Kresów Wschodnich i centralnej Polski na Ziemie Odzyskane należało do ważnego procesu kształtowania się polskiej obecności i administracji. W momencie założenia OSP dysponowała zaledwie 2 motopompami, przyczepą do przewozu sprzętu i około 500 m węży gaśniczych, a dla strażaków 20 kompletami mundurów przerobionych z mundurów poniemieckich. Wyjazdy do akcji gaśniczych odbywały się zaprzęgami konnymi lub samochodami użyczanymi przez miejscowe zakłady pracy.
Pierwszym samochodem pożarniczym był poniemiecki odkryty mercedes przystosowany do ciągnięcia przyczepy ze sprzętem, który OSP otrzymała w 1947. Wtedy też przeprowadzono się do dzisiejszej remizy przy ul. Warszawskiej, dawniejszej kuźni.
Jedną z bardziej pamiętnych akcji poza Polanicą był pożar w okolicy Kuźni Raciborskiej w 1992. Poza tym zastępy OSP niosły pomoc w czasie powodzi tysiąclecia w 1997 w Kłodzku i Jaszkowej, a w lipcu 1998 w samej Polanicy. W trakcie usuwania skutków powodzi ze strażakami z Polanicy spotkał się wizytujący miejsce tragedii Prezydent RP Aleksander Kwaśniewski, który sześciu druhom OSP nadał Medal za Ofiarność i Odwagę.

## O jednostce
OSP Polanica-Zdrój jest jednostką należącą do Krajowego Systemu Ratowniczo-Gaśniczego od początku funkcjonowania tego systemu, tj. od 1995. Od tego czasu posiada też sztandar. W stałej dyspozycji do wyjazdu pozostaje około piętnastu ratowników. Wyjazd następuje zazwyczaj od dwóch do trzech minut od ogłoszenia alarmu (włączana selektywnie syrena oraz powiadomienia SMS).
Rejon działania Jednostki Operacyjno-Technicznej OSP obejmuje teren powiatu kłodzkiego, a w szczególności: fragment drogi krajowej nr 8 (zarazem droga międzynarodowa E-67), okoliczne wioski, lasy, a przede wszystkim miasto Polanica-Zdrój.
Aktualnie OSP liczy 30 członków. Działa Młodzieżowa Drużyna Pożarnicza. Rocznie jednostka odnotowuje 130–300 wyjazdów. W większości są to miejscowe zagrożenia. Pożary stanowią obecnie około 30% wezwań. Większość interwencji prowadzona jest w obrębie samej Polanicy.
Jeden z zastępów OSP Polanica-Zdrój jest włączony do kompanii odwodowej, co pociąga za sobą uczestnictwo w akcjach niesienia pomocy daleko poza bezpośrednim rejonem działania jednostki.
Na wyposażeniu OSP Polanica-Zdrój znajdują się cztery pojazdy ratowniczo-gaśnicze. Są to: Scania P360, Mercedes-Benz Atego 1329AF, Volvo 360 FL10 oraz Mitsubishi L200.